# Castell de Borriol
El Castell de Borriol està situat al municipi valencià de Borriol (Plana Alta).
Fortalesa els orígens de la qual podrien ser romans, amb estructures d'arquitectura islàmica i medieval, que se situa sobre un turó al nord de la població. És probable que en època romana es tractés d'una torre de vigilància que enllaçava visualment amb altres torres pròximes i que tenia com missió la seguretat de la via Augusta.
El seu recinte de traça musulmana va anar profundament reformat per les posteriors construccions cristianes. De planta irregular adaptada a l'orografia, comptava amb tres nivells escalonats: 
- Nivell superior o conjunt defensiu, on es mantenen torres, aljub, restes de murs i construccions auxiliars.
- Nivell intermedi, on s'observen els canvis efectuats en les guerres civils del segle xix per a adaptar-lo per a guarnició.
- Nivell inferior, que consisteix en una muralla que defensa el camí d'accés a la fortalesa.